# Detlef Schreiber
Detlef Schreiber (* 6. Oktober 1930 in Gailingen am Hochrhein; † 19. August 2003 in München) war ein deutscher Architekt und Stadtplaner.

## Werdegang
Detlef Schreiber war Sohn eines Architekten. Er studierte zwischen 1950 und 1956 Architektur an der Technischen Hochschule München und mit einem Stipendium für Städtebaustudien am University College London. Nebenbei war er Gastschüler an der Akademie der Bildenden Künste München bei Franz Nagel. Nach der bestandenen Diplom-Hauptprüfung arbeitete er bis 1957 bei Franz Hart und bekam im Anschluss bis 1958 ein Forschungsstipendium. Er arbeitete auch an der Technischen Hochschule München.
1960 heiratete er Ulrike Lohan und arbeitete von 1962 bis 1974 mit Herbert Groethuysen und Gernot Sachsse (bis 1966) zusammen. 1961 wurde Schreiber in den Bund Deutscher Architekten (BDA) und in den Deutschen Werkbund berufen, außerdem 1971 in die Deutsche Akademie für Städtebau und Landesplanung.
1975 entwickelte er in einer ersten Hochhausstudie München Leitlinien für die Münchner Stadtentwicklung und Stadtsilhouette. In den 1980er Jahren entwarf er mehrere Stahlbauten für das Unternehmen Josef Gartner.
In seinen Bauten sah er sich in der Nachfolge von Ludwig Mies van der Rohe. was auch in seinem wichtigsten Gebäude dem Schwarzen Haus, auch als „Schreiberbau“ bezeichneten Gebäude ersichtlich wurde. In der Fachwelt galt der Bau als eines der herausragendsten Beispiele der Nachkriegsarchitektur in München.
Das Architekturbüro von Detlef Schreiber wird nach seinem Tod von seiner Tochter Claudia Schreiber weitergeführt.

## Bauten (Auswahl)

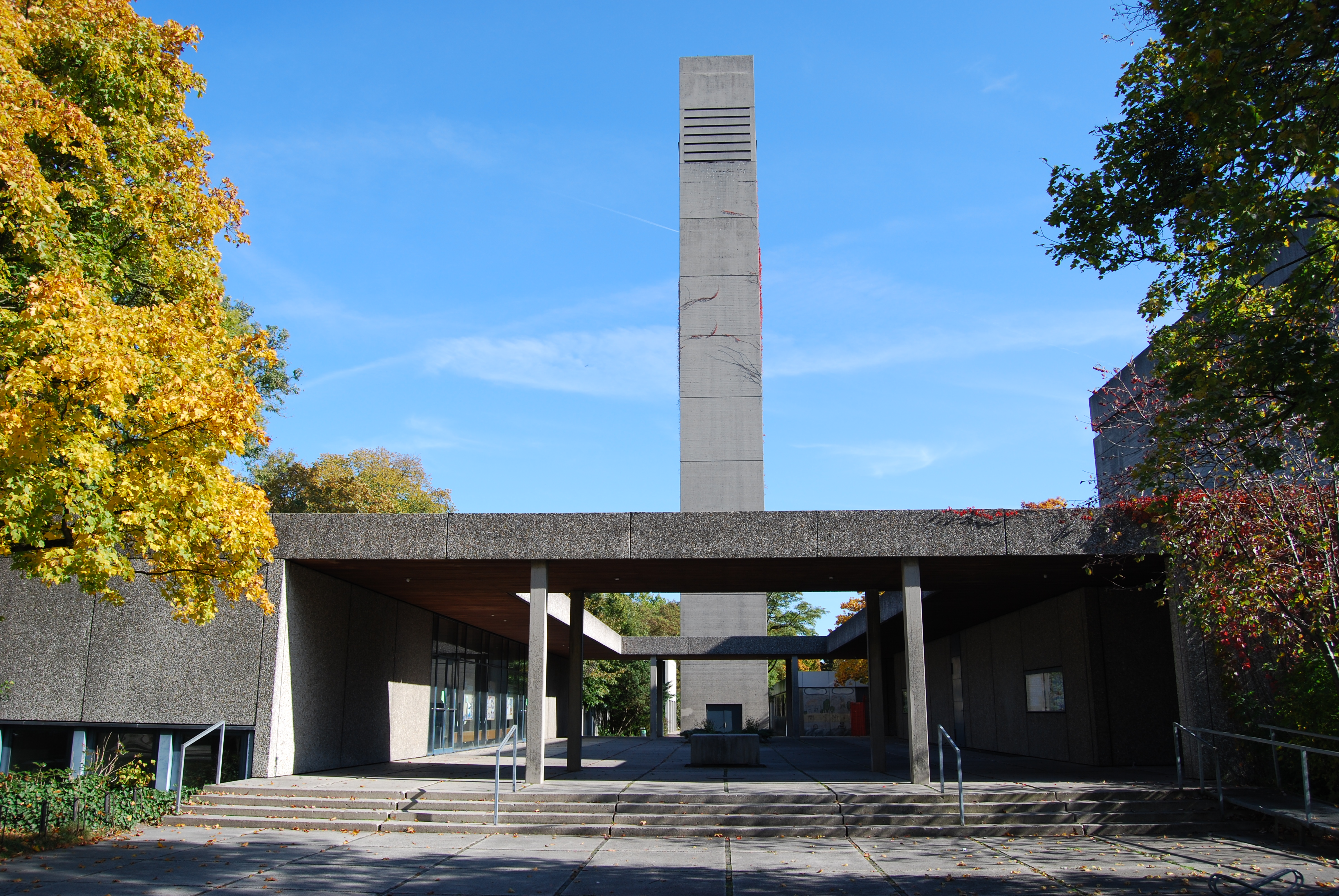
St. Mauritius in München

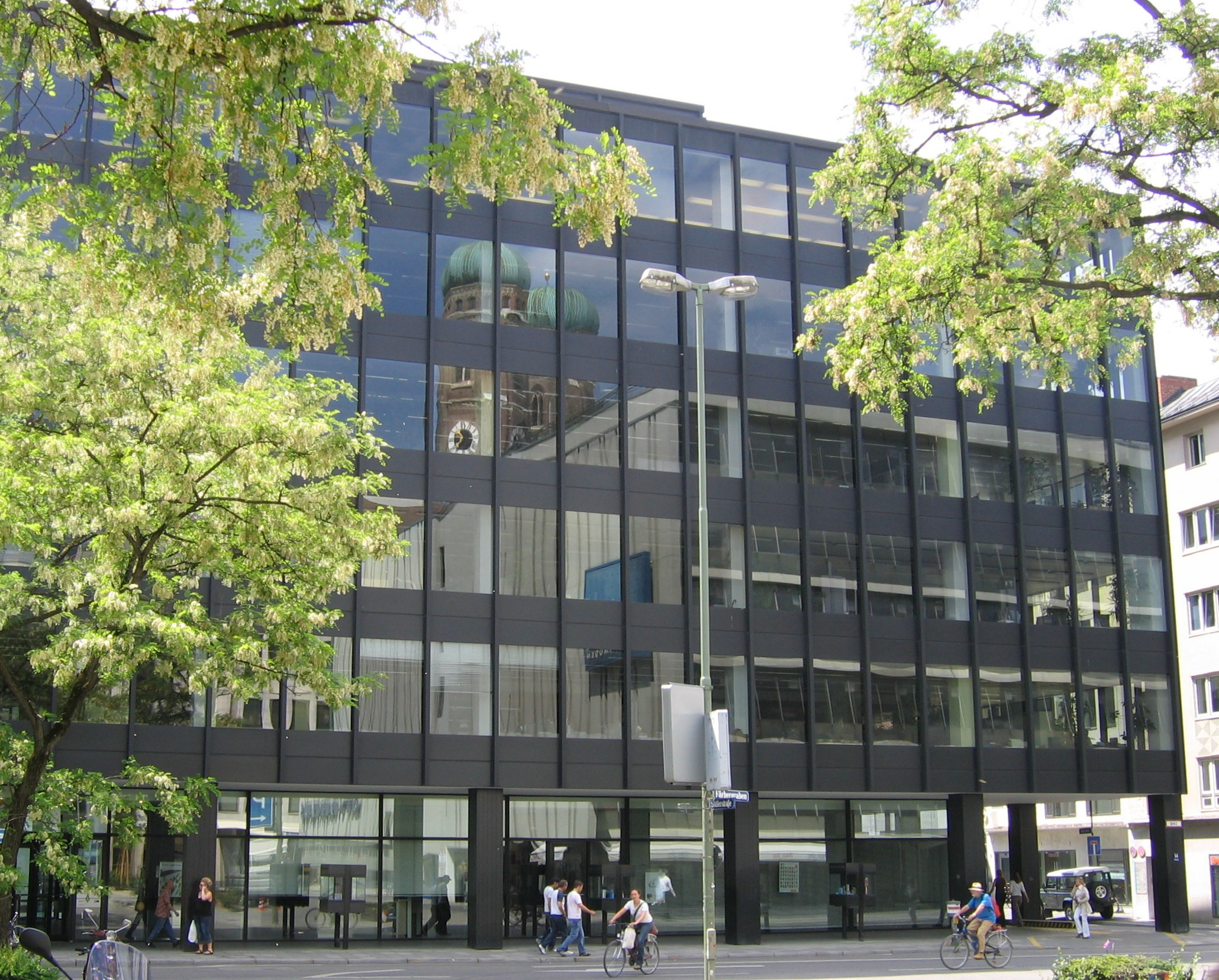
Schwarzes Haus in München

### In Arbeitsgemeinschaft mit Groethuysen und Sachsse
- 1962–1964: Haus Leidner in Krailling
- 1963–1967: St. Mauritius in München-Moosach[5]
- 1962–1969: Siedlung in Oberschleißheim
- 1967–1969: Schwimmbad in Harlaching (Dach verändert)
- 1963–1970: Schwarzes Haus in München (2009 abgerissen)[6]
- 1974–1976: Künstleratelier für Rupprecht Geiger in Solln

### In Arbeitsgemeinschaft mit Groethuysen
- 1969–1973: Kirche Zur Heiligen Familie mit Kindergarten in Gartenberg
- Wohnanlage Rondell-Neuwittelsbach
- Feuerwache 2
- Institut für Tierernährung in Weihenstephan
- Wohnungen und Supermarkt in Neuperlach
- Kirche Zur Heiligen Familie in Geretsried
- 1991: Kindergarten Angererstraße in München[7][8][9]
- 2001–2002: Marienkapelle in Gundelfingen (mit Künstler Blasius Gerg)

## Auszeichnungen und Ehrungen
- Stipendium für Städtebaustudien am Londoner University College
- 1966: Staatlicher Förderpreis des Freistaats Bayern für Junge Künstler
- 1982: Auszeichnung – Preis des Deutschen Stahlbaues
- 1984: Auszeichnung – Preis des Deutschen Stahlbaues
- 1990: Auszeichnung – Preis des Deutschen Stahlbaues
- 1991: Auszeichnung – Europäischer Constructa Preis
- 1993: Auszeichnung – Deutscher Architekturpreis
- 1998: Honory fellow

## Filmografie
- 1966: Film über Ludwig Mies van der Rohe mit Peter C. von Seidlein[10]

## Ehemalige Mitarbeiter
- Josef Karg
- Lore Mühlbauer

## Schriften
- (mit Karlheinz Hottes, als Hrsg.): Stausee Kemnade. (= Bochumer geographische Arbeiten, Heft 42.) Schöningh, Paderborn 1982, ISBN 3-506-71252-7.